# Cave-In!
Pour plus de détails, voir Fiche technique et Distribution.
Cave-In! est un téléfilm américain réalisé par Georg Fenady et diffusé le 19 juin 1983 à la télévision sur NBC.

## Synopsis
Un groupe de personnes est piégé sous terre à la suite d'un éboulement de pierres. L'une d'entre elles est un fugitif recherché par les autorités. En s'enfuyant, il décide de prendre en otage l'un des randonneurs.

## Fiche technique
- Titre original : Cave-In!
- Réalisation : Georg Fenady
- Scénario : Norman Katkov
- Direction artistique : Duane Alt
- Montage : Dick Wormell
- Directeur de la photographie : John M. Nickolaus Jr.
- Distribution : Jack Baur
- Musique : Richard LaSalle
- Création des costumes : Paul Zastupnevich
- Producteur : Irwin Allen
- Compagnies de production : Warner Bros Television - Irwin Allen Productions
- Pays d'origine :  États-Unis
- Format : couleurs - 35 mm - son mono - 1.33 plein écran
- Genre : catastrophe
- Durée : 120 minutes
- Dates de sortie :  États-Unis : 19 juin 1983

## Distribution
- Dennis Cole : Ranger Gene Pearson
- Susan Sullivan : sénatrice Kate Lassiter
- Leslie Nielsen : Joe Johnson
- Julie Sommars : Liz Johnson
- Sheila Larken : Ann Soames
- Lonny Chapman : Walt Charles
- James Olson : Tom Arlen
- Ray Milland : professeur Harrison Soames
- Ivan Bonar : le docteur de la prison
- David Westberg : Larry Munson
- Todd Martin : Herb
- Joseph Della Sorte : Cooper
- William Bryant (en) : Jack Miller
- Michael Masters : Ray